# Leiostyla degenerata
Leiostyla degenerata é uma espécie de gastrópode  da família Pupillidae.
É endémica de Portugal.